# Мирьяелга
Мирьяелга — река в России, протекает по Ишимбайскому району Башкортостана. Левый приток реки Улуелги. Длина около 1,8 км.
Начинается на хребте Балатау, в верховье непостоянный водоток. Через Мирьялгу переброшен мост дороги местного значения. Ущелье реки покрыто осиновым лесом.